# Internazionali di Tennis d'Abruzzo 2023
Gli Internazionali di Tennis d'Abruzzo 2023 sono stati un torneo maschile di tennis giocato sulla terra rossa. È stata la 5ª edizione del torneo, facente parte della categoria Challenger 75 nell'ambito dell'ATP Challenger Tour 2023. Si è giocato al Circolo Tennis Francavilla al Mare "Sporting Club" di Francavilla al Mare, in Italia, dall'8 al 14 maggio 2023.

## Partecipanti

### Teste di serie
| Nazionalità | Giocatore                 | Ranking* | Testa di serie |
| ----------- | ------------------------- | -------- | -------------- |
| Regno Unito | Liam Broady               | 136      | 1              |
| Argentina   | Thiago Agustín Tirante    | 151      | 2              |
| Cile        | Alejandro Tabilo          | 154      | 3              |
| Francia     | Benoît Paire              | 161      | 4              |
| Belgio      | Kimmer Coppejans          | 178      | 5              |
| Bulgaria    | Dimitar Kuzmanov          | 191      | 6              |
| Romania     | Nicholas David Ionel      | 202      | 7              |
| Stati Uniti | Nicolas Moreno de Alboran | 205      | 8              |
| Belgio      | Raphaël Collignon         | 211      | 9              |

* Ranking al 24 aprile 2023.

### Altri partecipanti
I seguenti giocatori hanno ricevuto una wild card per il tabellone principale:
- Gabriele Piraino
- Fausto Tabacco
- Giorgio Tabacco

I seguenti giocatori sono entrati in tabellone come alternate:
- Salvatore Caruso
- Elmar Ejupovic
- Alessandro Giannessi
- Michail Kukuškin
- Gianluca Mager

I seguenti giocatori sono passati dalle qualificazioni:
- Duje Ajduković
- Giovanni Fonio
- Stefano Travaglia
- Moez Echargui
- Edoardo Lavagno
- Andrea Arnaboldi

## Punti e montepremi
| Torneo    | Torneo              | V     | F     | SF    | QF    | 2T    | 1T  | Q | Q2  | Q1  |
| Singolare | Punti               | 75    | 50    | 30    | 16    | 7     | 0   | 4 | 2   | 0   |
| Singolare | Premi in denaro (€) | 9,880 | 5,820 | 3,450 | 2,000 | 1,165 | 720 | – | 360 | 185 |
| Doppio    | Punti               | 75    | 50    | 30    | 16    | –     | 0   | – | –   | –   |
| Doppio    | Premi in denaro (€) | 4,250 | 2,450 | 1,480 | 880   | –     | 500 | – | –   | –   |

## Campioni

### Singolare
Alejandro Tabilo ha sconfitto in finale  Benoît Paire con il punteggio di 6–1, 7–5.

### Doppio
Nicolás Barrientos /  Ariel Behar hanno sconfitto in finale  Sander Arends /  Petros Tsitsipas con il punteggio di 7–6(1), 3–6, [10–6].